# 安定里東堡
安定里東堡，是台灣南部自清治時期至日治初期的一個行政區劃，其範圍包括今台南市的安定區中東部及善化區西南部一小塊地區。
安定里東堡北邊為蔴荳堡，東邊為善化里西堡、新化里西堡，南邊為外武定里，西邊為西港仔堡。
在明鄭時期原為永定里 ，清治以後改名為安定里，後又拆分東西兩堡。

## 管轄街庄
安定里東堡共轄6個庄：
- 今安定區境內：蘇厝庄、直加弄庄、港仔尾庄、港口庄、六塊藔庄
- 今善化區境內：胡厝藔庄